# Israel Samuel Herschberg
Israel Samuel (Bob) Herschberg (Rotterdam, 18 maart 1928 – 19 maart 1998) was sinds 1978 tot zijn emeritaat op 16 januari 1998 hoogleraar informatica aan de Technische Universiteit Delft.

## Studie en promotie
Herschberg was een zoon van Schaja Hersch Herschberg (1900-1991) die in Zdunska Wola was geboren, en Schrifa Austeiczer (†1935), die geboren was in het eveneens Poolse Starokostiantyniv; zijn vader hertrouwde in 1941 met 
Betsy Blauw (1903-1985) - allen waren joods. Hij ging naar het Erasmiaans Gymnasium tot de Neurenberg-wetten werden toegepast tijdens de Duitse bezetting van Nederland tijdens de Tweede Wereldoorlog. Hij vervolgde zijn studies aan het Joods Lyceum in Rotterdam en Amsterdam tot hij gearresteerd werd in april 1944 en via kamp Westerbork gedeporteerd werd naar het concentratiekamp Bergen-Belsen. Na zijn bevrijding vervolgde hij zijn studie aan het Erasmiaans Gymnasium waar hij zijn diploma kreeg in 1946.
Herschberg studeerde vervolgens scheikunde in Amsterdam en kwam vanaf 1958 met computers in aanraking. In 1966 promoveerde hij aan de Technische Hogeschool Eindhoven onder Jacques Benders op een proefschrift getiteld: "Overdetermined Linear Systems in Multicomponent Spectrophotometry". Uit zijn school ontstond een nieuwe generatie informatiebeveiligers in Nederland.

## Bedrijfsleven en wetenschap
Na een carrière als consultant bij de Nederlandse Staatsmijnen en Unilever werd Herschberg die van oorsprong chemicus was in 1978 benoemd tot hoogleraar besturingssystemen aan de toenmalige Technische Hogeschool Delft. Hij kreeg bekendheid door zijn niet aflatende ijver om duidelijk te maken dat beveiliging van geautomatiseerde systemen tegen misbruik een harde noodzaak is en toonde keer op keer aan dat dit aspect onvoldoende aandacht kreeg bij de automatiseerders. In de media werd hij de hackende of krakende prof genoemd. Hij schreef columns in diverse tijdschriften, onder meer in Computable.  Hij werd commissaris bij de Rotterdamse onderneming Coseco, trad op als adviseur voor overheid en bedrijfsleven en brak regelmatig een lans voor de nieuwe generatie hackers.

## Schaken en literatuur
Naast zijn beveiligingswerk, hield hij zich ook bezig met computerschaak. Hij was hoofdredacteur van het internationale tijdschrift over computerschaken, Advances in Computer Chess (Universiteit van Maastricht) en schreef en vertaalde ook literaire teksten en gedichten. Zijn vertalingen uit het oud Frans en Hebreeuws stonden en staan nog steeds op hoog niveau. Dit werk ondertekende hij met het acronym DRISH.

## Emeritaat en overlijden
Op 16 januari 1998 ging Herschberg met emeritaat. Ter gelegenheid van zijn afscheid werd een mini-symposium georganiseerd waar vele honderden aanwezigen zijn afscheidrede aanhoorden. Ter gelegenheid van zijn afscheid werd een liber amicorum voor hem uitgegeven, met als titel: Bewaar Me (ISBN 90-901-1372-X), wat tevens de titel was van zijn afscheidsrede. Twee maanden na zijn afscheid bij de TU Delft overleed hij op 70-jarige leeftijd.